# Shōnen manga

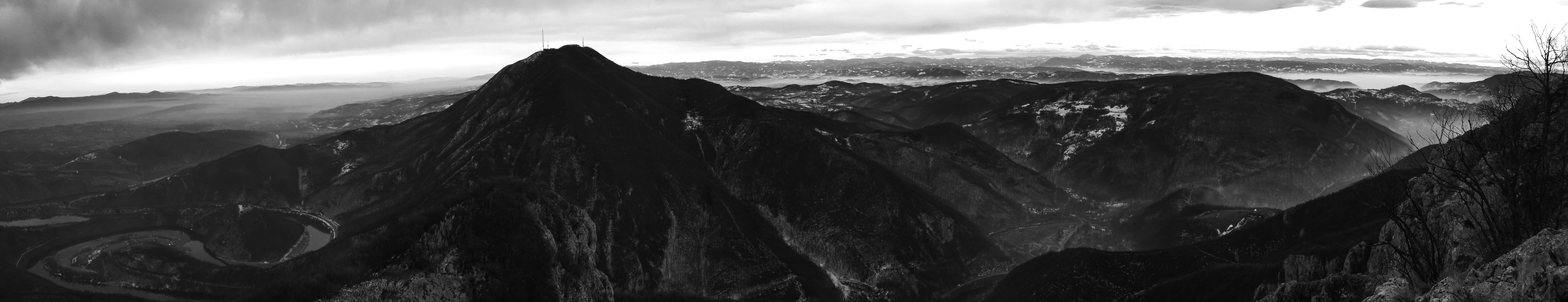
Shōnen manga

Shōnen hay shounen manga (少年漫画 (thiếu niên mạn họa)) là một loại manga nhắm tới độc giả là nam giới thanh thiếu niên, được đăng trên những tạp chí shōnen. Phiên bản tương đương với shōnen manga nhưng dành cho nữ là shōjo manga. Một shōnen manga thường có nhiều pha hành động, nêu bật lên những tình cảnh xoay quanh nhân vật chính, thường gặp nhất là nam. Tình bạn hay tình đồng đội giữa các nhân vật trong những chuyến phiêu lưu, cuộc chiến, hay tranh tài thể thao được nhấn mạnh. Ngày nay, shōnen manga vẫn là một thể loại lớn và hầu hết các tạp chí shōnen phát hành đều đặn hàng tuần. Shōnen manga được coi là dạng phổ biến nhất của nền truyện tranh Nhật Bản.

## Vai trò của nữ trong shōnen manga
Trong những shōnen manga thời kỳ đầu, nam đóng tất cả các vai quan trọng, nữ chỉ có vị trí phụ như chị gái, em gái, mẹ và đôi khi là bạn gái. Một số shōnen manga gần đây hầu như bỏ qua nhân vật nữ. Tuy nhiên, cho đến thập niên 1980, nữ bắt đầu đóng những vai trò quan trọng nhiều hơn trong shōnen manga.
Vai trò của nữ trong manga dành cho độc giả nam phát triển một cách đáng kể từ nhân vật Arale Norimaki trong bộ truyện Dr. Slump. Đôi khi nữ không thể đạt được vai trò quan trọng, và cô ấy luôn là đối tượng mà người anh hùng đem lòng yêu hoặc quan hệ tình dục. Anh ta có thể được nhiều phụ nữ vây quanh. Vai nam chính luôn không thành công trong việc thiết lập một mối quan hệ với phụ nữ. Trong những trường hợp khác, các hoạt động tình dục của một cặp thành công được vẽ ra hoặc hàm ý. Thậm chí trong nhiều trường hợp khác, người anh hùng ban đầu ngây thơ và non nớt, lớn lên để trở thành một người đàn ông bằng việc học cách quan hệ và chung sống với phụ nữ bằng tình cảm và tình dục. Tuy nhiên, từ những năm 1990, nữ đã giành được một vai trò cao hơn trong nhiều bộ manga, mặc dù ít hơn về số lượng. Họ thường được mô tả là những nhân vật trung tâm hoặc những nhân vật đóng vai trò quan trọng trong manga.
Những shōnen manga đặc trưng với nữ làm nhân vật chính là Soul Eater và It's Not My Fault That I'm Not Popular!

## Danh sách shōnen manga
Một số shōnen manga tiêu biểu là Naruto, Dragon Ball, One Piece, Astro Boy, Hắc Quản Gia, Rurouni Kenshin, Kinnikuman, Saint Seiya, Dr. Slump, GinTama, Fighting Spirit, Thám tử lừng danh Conan, YuYu Hakusho,  InuYasha, Hunter × Hunter, Bleach - Sứ mạng thần chết, Soul Eater, Slam Dunk, Zatch Bell!, Fairy Tail, Reborn!, Huyền thoại đôi cánh, Yu-Gi-Oh!, Giả kim thuật sư, Buso Renkin, D.Gray-man và Saiki Kusuo no Psi-nan
Những tạp chí Shōnen manga nổi tiếng là Shōnen Jump, Shōnen S Saiki Kusuo no Psi-nanunday, Shōnen Magazine, Shōnen Champion và Shōnen Captain. Trong số đó, Shōnen Jump thường bán rất chạy. Tạp chí dày 450 trang, rất phổ biến ở Nhật và còn có thể tìm thấy ở nhiều nơi trên thế giới.